# ドン・ヤング
ドナルド・エドウィン・ヤング（英語: Donald Edwin Young, 1933年6月9日 - 2022年3月18日）は、アメリカ合衆国の政治家、共和党員。1973年の初当選以来、アラスカ州選出のアメリカ合衆国下院議員として25期連続で当選し続けた。
ヤングは死去した2022年時点で、上下両院の連邦議会議員として最長老の議員で、勤続年数の記録は歴代10位であった。2017年12月5日にジョン・コニャーズ下院議員が辞任すると、ヤングは第45代下院最長老議員となった。

## 生い立ちと初期の経歴
1933年6月9日、カリフォルニア州サッター郡メリディアンで生まれたヤングは、1952年にユバ大学で教育学の準学士号を、1958年にカリフォルニア州立大学チコ校で学士号を取得した。1955年から2年間アメリカ陸軍に従軍し、第41戦車大隊に所属した。
アラスカが州となった1959年、ヤングはアラスカ州の小都市フォート・ユーコンに移住した。建設、釣り、金の採掘を行うほか、ユーコン川沿いの村々に製品や物資を届けるためにはしけ船を運営していた。また、冬の間はインディアン事務局が運営する地元の小学校で臨時教員を務めていた。
フォート・ユーコン市議会議員、フォート・ユーコン市長を務めたあと、1964年にアラスカ州下院議員に立候補したが落選。 その後、1966年に州下院議員に当選し、2期4年の任期を務めた後 、1970年選挙でアラスカ州上院議員選挙に当選し、1期4年の任期を務めた。

## 連邦下院議員
1972年のアメリカ下院議員選挙に共和党から出馬し、8月22日に行われた予備選挙では13,958票（25.60％）と支持が伸び悩み、37,873票（69.45％）を獲得した民主党現職のニック・ベギーチに大きく水をあけられるも2位につけた。しかし、投票日のわずか数週間前の10月16日、ベギーチは飛行機事故で遭難し、ヘイル・ボッグス下院多数党院内総務と共に失踪した。ベギッチの生死が不明の中行われた選挙であったが、ヤングは41,750票（43.76％）と大きく得票率を伸ばしたものの、53,651票（56.24％）を確保したベギーチが当選を果たした。その後、決死の捜索が行われたが、遺体や機体の残骸も見つかることはなく、12月29日に法的に死亡を宣告された。
その後、ヤングは1973年3月6日に行われた特別選挙で35,044票（51.41%）を獲得し、民主党候補のエミール・ノッティを破った。以降、2020年選挙まで25期連続当選を果たしており、1992年選挙以降の全ての選挙で50%以上の得票を確保するなど、選挙では安定した地盤を確保している。
1995年にヤングは天然資源委員会の議長を就任し、同委員会を「資源委員会」と改名した。ヤングは2001年に退任し、2006年には民主党によって委員会の名称は「天然資源委員会」に戻された。2001年から2007年までは交通インフラ委員会の委員長を務めた。

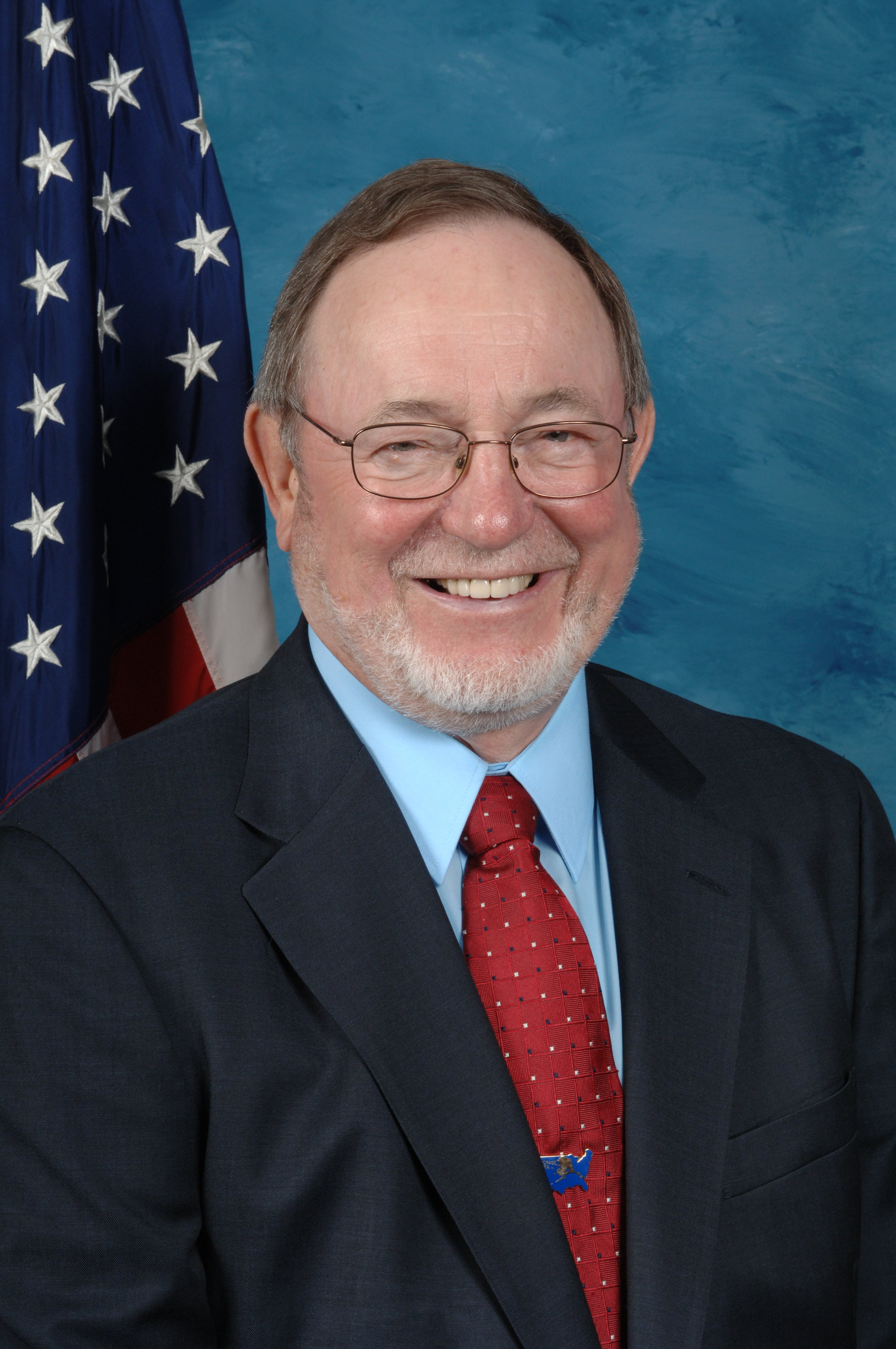
ドン・ヤング(2006年)

ヤングは、ジョー・バイデンが指名した米国内務長官デブ・ハーランドを強く支持していた。民主党員であるハーランドを友人と呼び、アメリカにネイティブ・アメリカンの内務長官が誕生するのは「長い間、遅れていた」と語った。

## 政治的立場

### 中絶
近親相姦やレイプが原因で妊娠した場合や妊娠が原因で母体の生命が危険にさらされている場合にのみ、人工妊娠中絶を合法とすべきという立場を取り、中絶を禁止する連邦補助金に反対している。また、初期中絶のみを合法とする主張には反対している。

### 北極圏石油掘削
バラク・オバマ大統領は海洋の保護のため北極圏の石油掘削を制限していたが、ドナルド・トランプ大統領は制限を撤回する大統領令に署名したため、ヤングはトランプを評価する発言を行った。
また、ヤングは北極圏国立野生生物保護区内での原油掘削の許可を長年連邦政府に求め、多くの関連法案を下院で可決してきたが、開発が環境破壊につながるとの懸念から上院で否決され続けてきた。

### 大麻

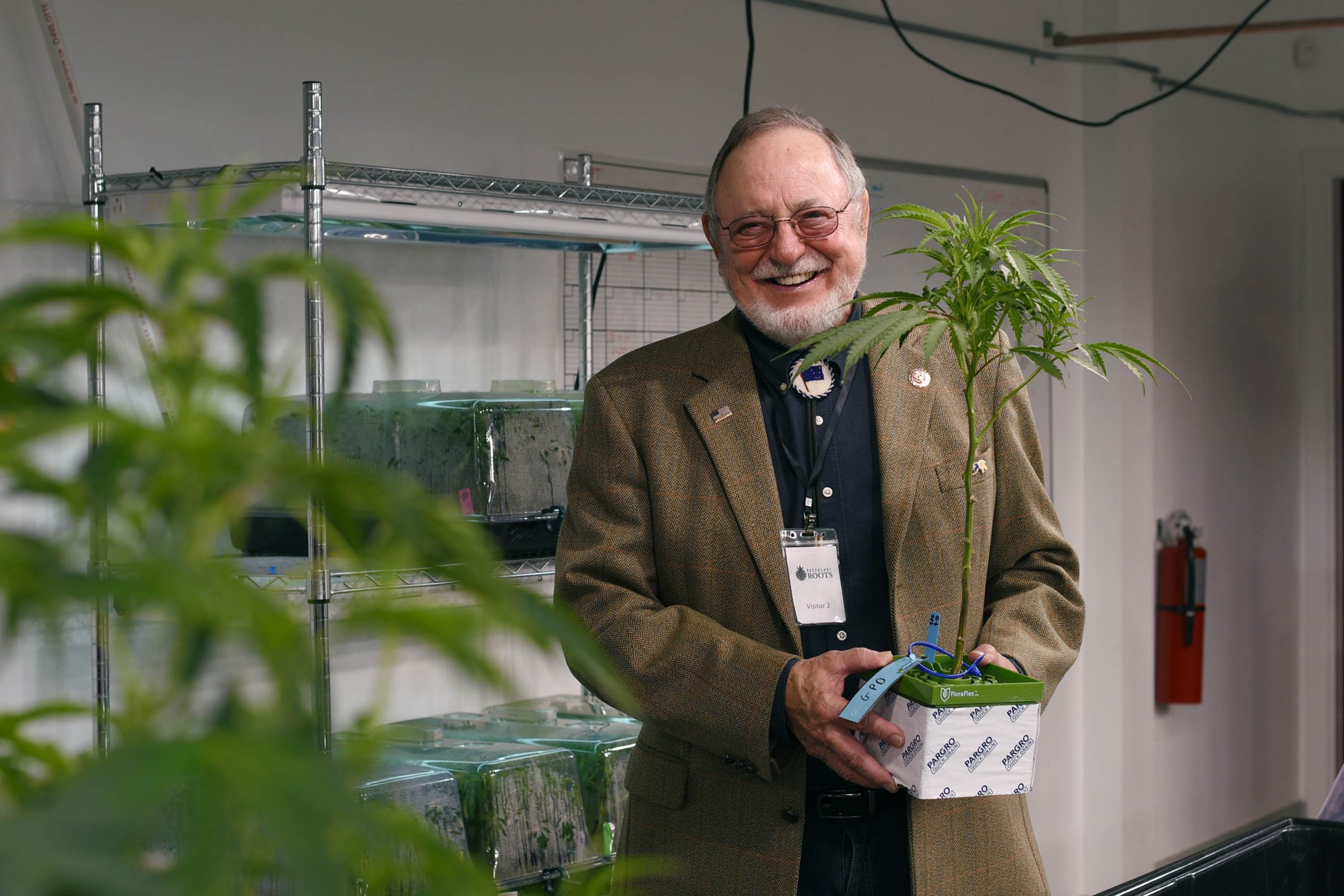
工場内で大麻を持つヤング(2019年撮影)

ヤングは大麻利用を促進する法整備に取り組んできた。2019年、民主党のトゥルシー・ギャバード議員らと共に大麻を規制物質法から外すための法案「Ending Federal Marijuana Prohibition Act」を超党派で提出した。 その他にも、2015年の「CARERS Act」（大麻の規制緩和を行う法案）や、2017年の「SAFE Banking Act」（大麻事業者の銀行サービスへのアクセスを改善するための法案）などの提案をおこなった。2017年2月、ヤングはアール・ブルーメナウアー下院議員、ダナ・ローラバッカー下院議員、ジャレッド・ポリス下院議員とともに大麻議員連盟を立ち上げた。 
2020年12月、ヤングは大麻機会再投資・抹消法に賛成したが、同法案に賛成票を投じた共和党下院議員はヤングを含めて5人に留まった。 同法案は大麻を規制物質法から除外して連邦レベルで使用を合法化した上で、大麻製品に連邦税を課し、税の収益を大麻関連の司法プログラムに充てるという条項が含まれていた。

### 環境規制
ヤングは、環境保護庁(EPA)が温室効果ガスを規制すべきではないと考えている。EPAは環境保護主義者と協力し、石油開発を制限し、雇用を奪っているとの論を述べている。一方で、ヤングはトランプ政権がEPAの資金削減を求めているにもかかわらず、現行のEPA資金水準を維持するオムニバス支出法案を支持した。

### 新型コロナウイルス(COVID-19)
2020年3月13日、アラスカ州パーマーで行われたタウンミーティングで、 ヤングはコロナ禍についてその致死性についてメディアが大袈裟に言い立てていると述べた。その後ヤングは人々に冷静さを求めようとしての発言だったと明らかにした。2020年3月17日、COVID-19のパンデミックがアメリカ国内で急速に拡大する中、ヤングは感染拡大への対応を定めた2兆円規模の法案の採決を欠席し、代わりに全米ライフル協会の寄附金集めのイベントに出席した。3月25日には、ビデオメッセージの中で、COVID-19で日常生活が新しい形に変わりつつあり、現在の状況は公衆衛生上の緊急事態であると述べた。
11月6日、ヤングはアンカレッジのレストランで行われたスタッフの誕生日パーティーに出席した。パーティーでヤングはマスクをつけずに過ごしている姿が撮影されている。その後、ミード・トレッドウェル元副知事をはじめ、出席した数多くの有名政治家がコロナウイルスの陽性反応を示した。11月12日にはヤングもCOVID-19と診断され、その日のうちにアンカレッジのプロビデンス・アラスカ・メディカルセンターに入院し、11月15日に退院した。ヤングはワシントンポスト紙の記者に、選挙スタッフにも多くの感染者がいることをしていることを確認し、妻も無症状であると述べた。COVID-19の診断を受けたが、ヤングはマスク着用義務化に継続して反対している。一方で、アメリカ疾病管理センターのガイドラインに従うことを奨励しており、同ガイドラインではマスクの着用が推奨されている。

### ドナルド・トランプ
2016年の共和党大統領予備選で、ヤングは当初ジェブ・ブッシュを支持していたが、後にジョン・ケーシックを支持するようになった。2016年4月にはドナルド・トランプの不支持を表明した。トランプが予備選で勝利後も、トランプを笛吹き男に喩えて批判していたが、就任式直前の2017年12月頃にはトランプの業績や政策を支持するようになった。
2020年11月7日、ヤングは、2020年の大統領選挙でジョー・バイデンが勝利したことを認め、祝福した最初の共和党員の一人だった。2021年1月6日には、アリゾナ州とペンシルバニア州の選挙人投票の集計に対する異議申し立てを維持することに反対票を投じ、ジョー・バイデンの勝利を肯定した。

### LGBTの権利
ヤングは結婚は男女間で行われるべきだと考えているものの、同性婚を合法化した最高裁の判決を受け入れることを表明している。2007年には、職場におけるゲイやレズビアンの人々の保護に反対票を投じた。また、2009年には、性的指向がヘイトクライムに対する保護対象となることに反対票を投じた。
第116議会では、「安全な学校改善法」の最初の共同提案者となった。同法案は、生徒の人種、肌の色、国籍、性別、障害、性的指向、性自認、宗教などに基づく学校でのいじめを防止するためのものであるという。
2020年、ヤングはCOVID-19の影響でホームレス状態に直面している子どもや若者、家族を支援するための「緊急家族安定化法」を提出しました。同法案は、妊娠中の女性、妊娠中の若者、子育て中の若者、障害のある子ども、LGBTQIAの人々、人種的・民族的マイノリティの人々のニーズを満たすために、連邦政府が資金援助を行うものである。

## 不祥事

### 2007年の連邦捜査
2007年7月24日、ウォールストリートジャーナルの報道で、ヤングが、アラスカ州アンカレッジの石油関連企業VECO Corporationから賄賂や不適切な贈答品を受け取った疑惑で連邦捜査局から捜査されていることが明らかになった。すでに同社幹部は、アラスカ州議会の議員への贈賄を認めていた。 
1996年から2006年の間に、ヤングはVECOの従業員とその政治行動委員会から157,000ドルを受け取っていた。
2009年10月、VECOの元社長であるビル・アレンの供述が公開された。アレンは1993年から2006年8月まで「米国下院議員Aに価値のあるものを提供した」と証言した。

### 2013年連邦政府による調査
2013年3月、下院倫理委員会は特別小委員会を設置し、ヤングが不適切な贈答品を受け取り、選挙資金を個人的に使用し、財務開示書類で贈答品の報告を怠り、連邦政府職員に虚偽の陳述をしたという疑惑を調査した。2014年、同委員会は、ヤングが2001年から2013年の間に合計6万ドル以上の贈り物を開示していなかったことを発見し、ヤングに譴責処分を下した。

### 民族蔑称の使用
2013年3月28日、ヤングはラジオインタビューの中で、幼少期に父親の牧場で働いていたラテン系移民労働者を指して「wetbacks」という民族蔑称を使ったため、物議を醸した。ヤングはその日のうちに声明を発表し、「侮辱するつもりはなかった」、「カリフォルニア州中央部の農場で育った頃によく使われていた言葉を使った」と弁解した。ジョン・ベイナー下院議長やジョン・コーニン上院議員をはじめとする共和党の指導者層は、ヤングの発言を非難し、謝罪を求めた。翌3月29日、ラテン系の支持団体であるPresente.orgが、ヤングが民族蔑称を使ったことに反発し、議員辞職を要求した。当初ヤングは明確な謝罪を避けたが、3月29日に自身の発言について正式に謝罪した。

### 議場での侮辱発言
2017年9月、アラスカの野生生物管理と国立保護区に関する法案の議論中、ヤングは民主党のプラミラ・ジャヤパル下院議員に対して批判的な発言を行った。51歳のジャヤパルを「お嬢さん(young lady)」と呼び、「自分が何を話しているのか、ちっともわかっていない」と述べ、修正案に関する彼女のスピーチは「本当にナンセンスだった。利害関係者が書いたものだ」と主張した。ヤングは議場での演説の中で、自分の発言が無秩序であったことを認め、ジャヤパルに謝罪した。

## 評価
2017年からヤングは最も長く務めている現職下院議員となった。その任期の長さもあって、アラスカ州はその人口の少なさ（全州の中で47位）をはるかに超えて国政に影響力を持っていると考えられており、ヤングは「アラスカ州第3の上院議員」 と呼ばれている。
アメリカ最大の保守派組織アメリカ保守連合は、2019年までのヤングの生涯評価を73％としている。

## 私生活

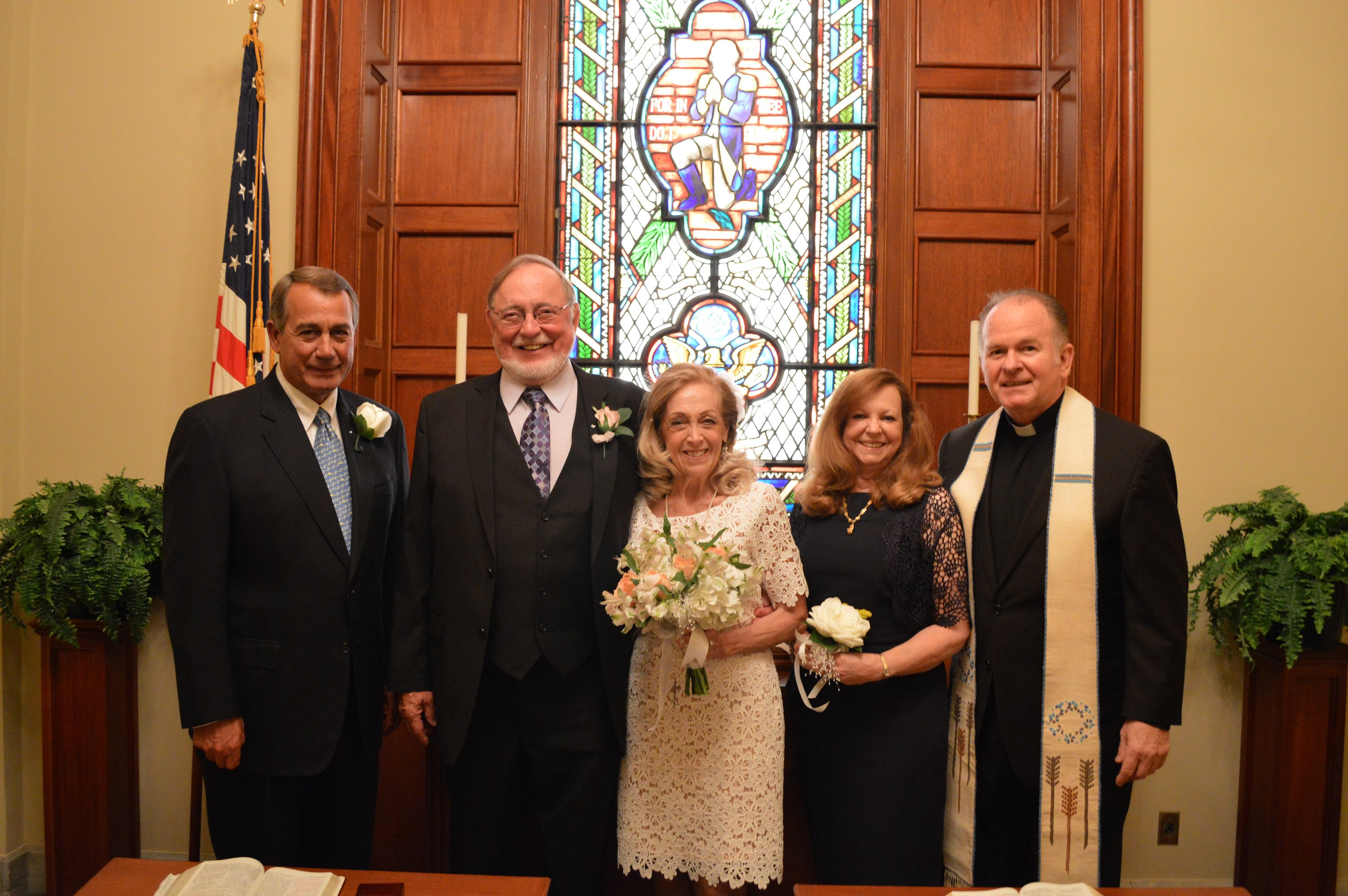
ヤングとウォルトンの結婚

ヤングは、アメリカ先住民グウィッチン出身のルー・フレデソンと結婚した。ルラは、ヤングのワシントンDC事務所でマネージャーを務めていた。二人の間には娘が2人がいて、米国聖公会の会員だった。ルーは2009年8月1日に67歳で亡くなった。
2014年8月17日、ヤングはフェアバンクスのフライトナースであるアン・ガーランド・ウォルトンとの婚約を発表し、2015年6月9日に結婚した。当時彼女は76歳だった。

### 死去
2022年3月18日、ヤングはアラスカへ帰宅するためロサンゼルス国際空港発シアトル・タコマ国際空港行きの航空機に搭乗した。ヤングはフライト終盤に意識を失い、空港着陸後に死亡が宣告された。88歳だった。同便には妻のアン・ガーランド・ウォルトンと広報担当のザック・ブラウンが搭乗していた。
2022年3月29日に連邦議会議事堂の国立彫像ホールにヤングの遺体が安置された。1852年以降、この栄誉を受けるのは43人目であった。